# Legazione di Marittima e Campagna
La Legazione di Marittima e Campagna o IV Legazione fu una suddivisione amministrativa dello Stato Pontificio istituita da Pio IX il 22 novembre 1850.

## Collocazione geografica
Confinava a est con il Regno delle Due Sicilie, a nord ovest con il circondario di Roma, a sud ovest con il Mar Tirreno. Possedeva nel Regno delle Due Sicilie due exclave territoriali, una delle quali (Pontecorvo) costituiva un governo della delegazione di Frosinone, l'altra (Benevento) un'intera delegazione.

## Suddivisione amministrativa
Nel 1859 contava 239.748 abitanti. Il territorio era suddiviso nelle tre storiche delegazioni di Benevento, Frosinone e Velletri, a loro volta ripartite in 19 complessivi governi: 13 nella delegazione di Frosinone, 5 in quella di Velletri e uno in quella di Benevento. La Legazione era retta dal Decano del Sacro Collegio e aveva per capoluogo Velletri.

## Storia
Le due exclave furono perse con la spedizione dei Mille (Benevento il 3 settembre 1860 e Pontecorvo il 7 dicembre 1860). La restante parte della Legazione costituì con il circondario di Roma - detratta da questo la delegazione di Orvieto - l'ultimo territorio pontificio a resistere al processo di unificazione italiana, cadendo solo con la presa di Roma (20 settembre 1870). 
Questo territorio formò il nucleo iniziale dell'attuale regione del Lazio.